# Boks na Igrzyskach Ameryki Południowej 1986
Boks na Igrzyskach Ameryki Południowej 1986 – 3. edycja zawodów bokserskich rozgrywanych na Igrzyskach Ameryki Południowej, które odbywały w dniach 28 listopada - 8 grudnia 1986 r., w Santiago. Wyniki nie są kompletne, zostali tylko podani zatwierdzeni zdobywcy złotych i srebrnych medali.

## Medaliści
| Kat. wagowa                      |                         |                    |
| -------------------------------- | ----------------------- | ------------------ |
| Waga papierowa (– 48 kg)         | Marcelino Reyes         | Rubén Poma         |
| Waga musza (– 51 kg)             | José Hamilton Rodrígues | Juan Sánchez       |
| Waga kogucia (– 54 kg)           | José Moreyra            | Angel Grandas      |
| Waga piórkowa (– 57 kg)          | Marcos Flores           | Dalgisio Ribeiro   |
| Waga lekka (– 60 kg)             | Daniel Freitas          | Enrique Correa     |
| Waga lekkopółśrednia (– 63,5 kg) | Oscar Ponce             | Wanderley Oliveira |
| Waga półśrednia (– 67 kg)        | Antonio Madureira       | Carlos Vener       |
| Waga junior średnia (– 71 kg)    | Carlos Cruzat           | José Saldarriaga   |
| Waga średnia (– 75 kg)           | Eduardo Cáceres         | Juan Montiel       |
| Waga półciężka (– 81 kg)         | Rodrigo Benech          | Reynaldo Giménez   |
| Waga ciężka (> 91 kg)            | Oscar César Díaz        | Ruperto Donoso     |
| Waga superciężka (+ 91 kg)       | Juan Díaz Nieves        | Patrico Poblete    |